# Магнус фон Браун (політик)
Барон Магнус фон Браун (нім. Magnus Freiherr von Braun; 7 лютого 1878 — 29 серпня 1972) — німецький політик.

## Біографія

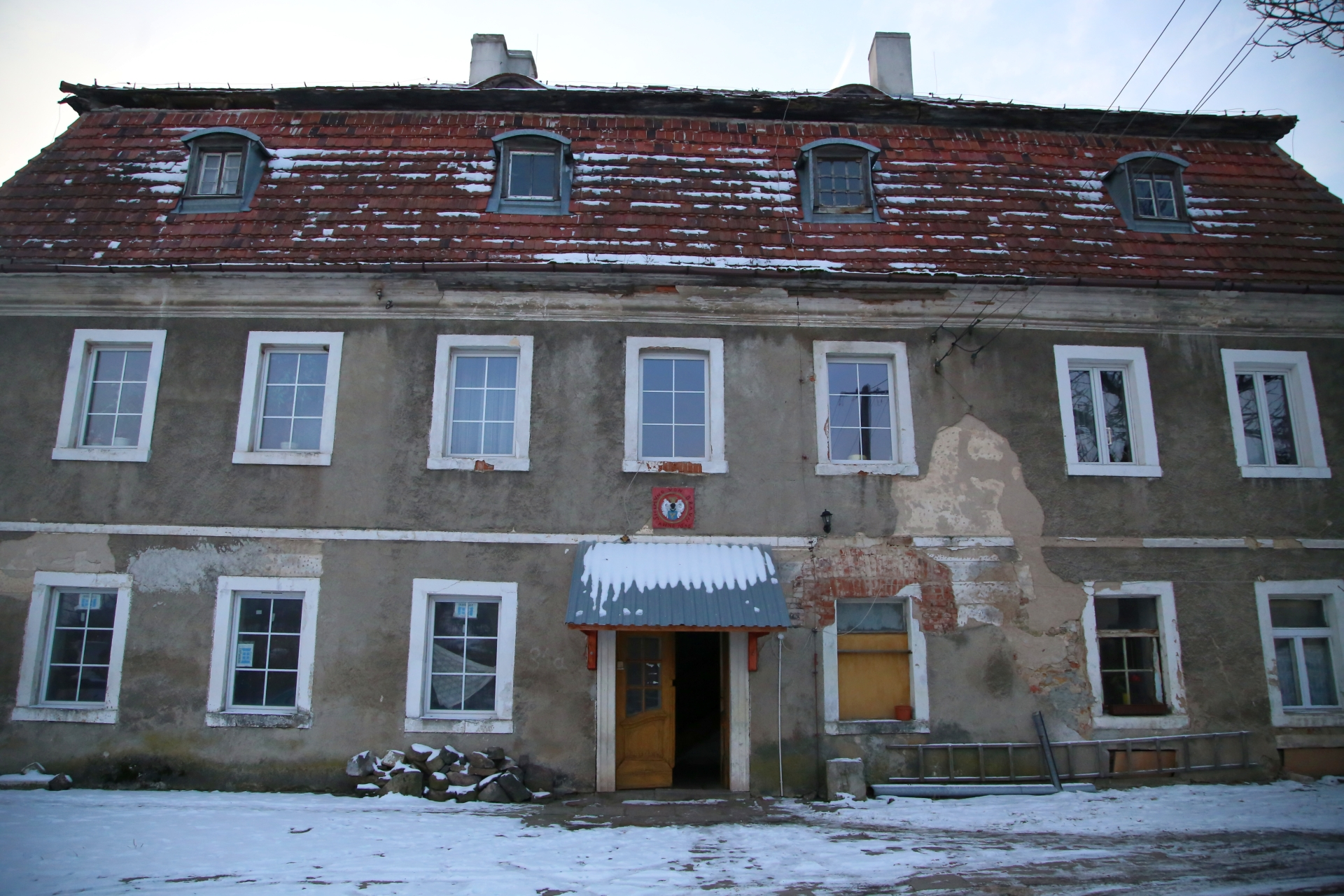
Лицарська миза Обервізенталь — сімейний маєток фон Браунів (2014).

Представник давнього сілезького роду. Син барона Максиміліана фон Брауна (20 березня 1833 — 11 березня 1918) і його дружини Елеонори фон Бранд, уродженої Гостковскі (17 квітня 1842 — 5 травня 1928).
Вивчав право і політологію в університетах Геттінгена і Кенігсберга. В 1902 році склав перший, а в 1905 році — другий державний іспит, після чого працював у Міністерстві торгівлі і промисловості Пруссії. З 1911 року — земельний радник району Вістіц провінції Позен. В 1915 році переведений в Імперське міністерство закордонних справ. З 1917 року — міністерський директор і начальник управління преси Імперської канцелярії. В кінці 1917 року очолив політичний відділ німецької військової адміністрації Вільнюса. В 1918 році тимчасово виконував обов'язки міського губернатора Дюнабурга.

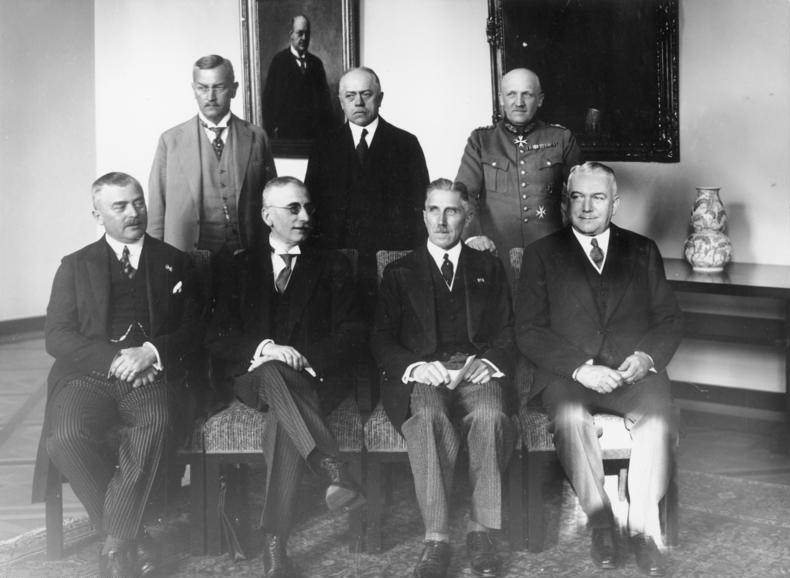
Барон фон Браун (сидить ліворуч) з іншими членами кабінету Франца фон Папена (1932).

В 1919 році тимчасово виконував обов'язки президента поліції Штеттіна, а при міністрі Вольфгангу Гайне був призначений кадровим радником Міністерства внутрішніх справ Пруссії. Після Каппського заколоту в березні 1920 року звільнений з державної служби. Барон фон Браун був активним членом різноманітних сільськогосподарських асоціацій. З 1 червня 1932 по 28 січня 1933 року — імперський міністр продовольства і сільського господарства, одночасно імперський комісар з питань допомоги Сходу, а з жовтня 1932 по лютий 1933 року — імперський комісар Міністерства сільського господарства Пруссії. Після звільнення у відставку жив в сімейному маєтку — лицарській мизі Обервізенталь в Сілезії.
В 1947 році разом із сином Вернером переїхав у США. В 1952 році повернувся в Німеччину і оселився в Ландсгуті. Згодом переїхав в Обераудорф, де прожив решту життя.

## Сім'я
12 липня 1910 року одружився з Еммі фон Квісторп (1886–1959), дочкою прусського землевласника і політика Вернера фон Квісторпа. В пари народились 3 сини — Сигізмунд, Вернер і Магнус.